# Tanglefoot Peak
Tanglefoot Peak är en bergstopp i Antarktis. Den ligger i Västantarktis. Argentina, Chile och Storbritannien gör anspråk på området. Toppen på Tanglefoot Peak är 650 meter över havet.
Terrängen runt Tanglefoot Peak är huvudsakligen kuperad, men den allra närmaste omgivningen är bergig. Havet är nära Tanglefoot Peak västerut. Trakten är obefolkad. Det finns inga samhällen i närheten.